# Horst Schütz
Horst Schütz (Kandel, Renània-Palatinat, 8 de maig de 1951) va ser un ciclista alemany, que fou professional entre 1975 i 1987. Durant la seva carrera combinà el ciclisme en pista amb la carretera.
El 1984 es proclamà Campió del Món de Mig Fons als Campionats celebrats a Barcelona

## Palmarès en pista
- 1976
  -  Campió d'Alemanya de Velocitat
- 1978
  -  Campió d'Alemanya de Mig Fons
- 1980
  - 1r als Sis dies de Zuric (amb Roman Hermann)
- 1981
  - Campió d'Europa de Mig Fons
  -  Campió d'Alemanya de Madison (amb Wilfried Peffgen)
  - 1r als Sis dies de Hannover (amb Roman Hermann)
- 1982
  - Campió d'Europa de Mig Fons
- 1984
  -  Campió del món de Mig fons
  -  Campió d'Alemanya de Mig Fons
  - 1r als Sis dies de Berlín (amb Danny Clark)

## Palmarès en ruta
- 1975
  -  Campió d'Alemanya de contrarellotge per equips (amb Jürgen Colombo, Bernhard Weissinger i Hans Lutz)
- 1976
  - Vencedor d'una etapa de la Volta a Aragó
- 1977
  - Vencedor de 3 etapes de la Volta a Llevant
  - Vencedor d'una etapa de la Volta a Aragó